# Бромид осмия(III)
Бромид осмия(III) — неорганическое соединение, соль металла осмия и бромистоводородной кислоты
с формулой {\displaystyle {\ce {OsBr3,}}} тёмно-серые кристаллы, не растворяется в воде.

## Получение
- Разложение при нагревании в вакууме бромида осмия(IV):

{\displaystyle {\ce {2 OsBr4 ->[{\ce {T}}] 2 OsBr3 + Br2 ^}}}.

## Физические свойства
Бромид осмия(III) образует тёмно-серые кристаллы. Не растворяется в воде.